# Objaw Weila-Edelmana
Objaw Weila-Edelmana – objaw charakterystyczny dla zapalenia opon mózgowo-rdzeniowych, szczególnie przebiegającego z obrzękiem mózgu. W czasie wywoływania objawu Kerniga (dolnego) stwierdza się grzbietowe zgięcie palucha (tak jak w objawie Babińskiego).